# Richard Nathan Simon
Richard Nathan Simon (* 10. September 1865 in Hamburg; † 17. August 1934 in Berlin) war ein deutscher Indologe.

## Leben
Richard Simon besuchte zunächst die Gelehrtenschule des Johanneums in seiner Geburtsstadt Hamburg. Von 1884 bis 1888 studierte er klassische, germanische und indische Philologie in Leipzig, Freiburg, Berlin und Halle. Nach der Promotion 1888 bei Richard Pischel an der Universität Halle zum Dr. phil. betrieb er Handschriftenstudien in London, Oxford und Paris. 1892 habilitierte er sich bei Ernst Kuhn an der Ludwig-Maximilians-Universität München. Dort lehrte er als Privatdozent der indischen Philologie und von 1906 bis 1920 als außerordentlicher Professor. Seinen Lebensunterhalt verdiente er in dieser Zeit als Musikreferent der Frankfurter Zeitung. Während des Ersten Weltkriegs diente er als Hauptmann der Landwehr und wurde zum Major befördert. 1920 verließ er auf eigenen Wunsch die Universität und zog nach Berlin. Dort arbeitete er einige Jahre am Statistischen Reichsamt, während er gleichzeitig wissenschaftlich tätig blieb. 1934 starb er nach langer Krankheit in Berlin.
Richard Simon beschäftigte sich insbesondere mit vedischer Musik und Literatur. Zu seinen bedeutendsten Forschungsbeiträgen gehören die Notationen der vedischen Liederbücher Puṣpasūtra und Pañcavidhasūtra. Er veröffentlichte unter anderem auch Arbeiten über die Musik der klassischen Zeit, wie die Kompositionen des Somanātha, und zuletzt eine Chronologie der indischen Musikliteratur (1923).
Richard Simon war bis zur Scheidung 1913 mit der Künstlerin Annette von Eckardt (1871–1934) verheiratet, Tochter des Publizisten Julius von Eckardt. Aus der Ehe gingen zwei Töchter hervor, darunter die Sprachwissenschaftlerin Helene Homeyer.

## Schriften (Auswahl)
- Beiträge zur Kenntnis der vedischen Schulen. Kiel 1889, OCLC 253015107.
- Das Amaruçataka. In seinen Recensionen dargestellt, mit einer Einleitung und Auszügen aus den Commentatoren versehen. Kiel 1893, OCLC 780198821.
- Index verborum. Leipzig 1912, OCLC 61938635.
- Das Pañcavidhasūtra. Breslau 1913, OCLC 29132926.